# Festival Bandola (Colombia)
Festival Bandola es un festival musical realizado anualmente desde su creación en el año de 1996, en el municipio de Sevilla, al norte del departamento del Valle del Cauca, o también conocido como "La Capital Cafetera" de Colombia y cuyo objetivo principal es garantizar el acceso a un espacio cultural, para brindar una unión, exaltación y masificación de los distintos géneros musicales tradicionales y contemporáneos del país, por medio del intercambio de música y cultura entre músicos y asistentes al evento. El Festival Bandola se encarga de promover la música de las distintas regiones y departamentos de Colombia, y al mismo tiempo, de proveer una base de espectadores para que asistan a las presentaciones musicales.

## Historia
Con el objetivo de honrar a los grupos musicales tradicionales de toda Colombia, conformados en su esencia por tres personas, un trío de cantantes e intrumentistas buscaba atraer la atención de los colombianos y aumentar aún mucho más el flujo de visitantes a su territorio, luego de una serie de lamentables sucesos como el asesinato del reconocido político Fernando Botero Jaramillo, hasta el mes de marzo de 1995 alcalde de Sevilla, Valle del Cauca, su reemplazante, el alcalde electo popularmente, Carlos Cardona Vargas. El trío logró obtener el aval y el apoyo de la Casa de Cultura de Sevilla y del Ministerio de Cultura del país, para dar vida al Festival Bandola.
El nombre del festival se eligió luego de un proceso de inscripción de ideas que fue llevado a cabo por los habitantes de Sevilla, haciendo referencia a la Bandola, un instrumento musical de cuerda utilizado de manera mayoritaria en Venezuela y en Colombia, característico del Folclor de los Andes colombianos y que acompaña en los tríos musicales al Tiple y la Guitarra.
Los ponentes principales de esta idea fueron María Elena Vélez, Julián Gil, Rodrigo Muñoz y Óscar Gallego, quienes desde noviembre de 1982 conformaban el Grupo Bandola, un grupo musical que aun sin ser la variación de trío, interpretaba música tradicional de la región y buscaron la manera de unir, reconocer y dar a conocer estos géneros musicales autóctonos del país y realizar una fiesta para unir a distintos grupos, para que más que hacerlos competir por un premio, pudieran apoyarse entre todos y dar una muestra de su talento al público e incluso homenajear a distintos músicos.

## El "Festival"
Este evento, desde sus inicios, se programó para tener una fiesta musical y cultural de tres o cuatro días de duración, los cuales se destinaron durante el tercer fin de semana del mes de agosto, con dos posibles combinaciones. de viernes a domingo o de viernes a lunes. 
El lugar destinado para acoger las actividades es el Parque de la Concordia, en donde se ubican en una gran tarima a los músicos y agrupaciones, los cuales interpretan desde la mañana hasta la madrugada una gran cantidad de canciones de ritmos como bambucos, pasillos, guabinas, torbellinos y otros ritmos andinos.
El Festival Bandola, año tras año ha llamado a un aproximado de 5000 turistas a sus tierras, por lo que el lugar, también conocido como Plaza Concordia, ubicado en el centro del pueblo, alberga a cerca de 20.000 personas al día de manera rotatoria, ya que también existes espacios destinados para realizar pedagogíca cultural musical, es decir, las personas interesadas en conocer la historia o los principales referentes y obras de un ritmo en específico, puede acercarse a una caseta de información, en donde continuamente durante el día se realizan conferencias para divulgar mucho más el folclor.

## Edición N.º 21 (2016)
La versión más reciente del Festival Bandola, la número veintiuno (21), se realizó desde el sábado 13 hasta el lunes 15 del mes de agosto de 2016 y en esas 72 horas presentó diez actos globales en donde se presentaron cerca de 35 agrupaciones musicales colombianas en 36 horas de música en vivo y al aire libro. El Festival Bandola se ha podido financiar gracias a sus patrocinios oficiales, privados y comunitarios, así como al apoyo del Ministerio de Cultura, la Casa de Cultura, la Gobernación del Valle y la Alcaldía de Sevilla, Colombia.
El Festival Bandola también cuenta con cinco actividades complementarias y en todas las actividades en general participan cerca de 1.000 niños, quienes se unen a los más de 400 artistas en tarima, aunque para el año 2016, la cifra aumentó considerablemente a 500 artistas invitados. El mismo llega a muchos rincones de Colombia gracias a la transmisión  de sus eventos en vivo y a su espacio televisivo a través de Telepacífico, un canal regional de la Costa Pacífica colombiana que cuenta con gran cobertura nacional.